# Internationale Friedensfahrt 1948
Die 1. Internationale Friedensfahrt (Course de la paix) war ein Radrennen, das vom 1. bis 9. Mai 1948 ausgetragen wurde.
Veranstaltet von den Tageszeitungen Trybuna Ludu aus Polen und Rudé právo aus der Tschechoslowakei fand sie mit zwei Etappenrennen statt. Eine Tour führte vom 1. bis 5. Mai von Warschau nach Prag über 842 km, vom 1. bis 9. Mai fuhren die Teilnehmer über 1144 km von Prag nach Warschau. Die erste Austragung trug noch nicht den Namen Friedensfahrt, sondern „Fernfahrt Prag–Warschau“ und „Fernfahrt Warschau–Prag“. In Prag siegte der Jugoslawe August Prosenik, in Warschau Aleksandar Zorić aus Jugoslawien.

## Teilnehmer
An der Fahrt von Warschau nach Prag beteiligten sich 65 Fahrer. Unter ihnen waren 16 Einzelfahrer (5 aus Polen, 9 aus der Tschechoslowakei und 2 aus Bulgarien), die keiner Mannschaft angehörten. Die übrigen Aktiven gehörten zu folgenden Mannschaften:
| - Bulgarien - Jugoslawien I - Jugoslawien II - Polen I - Polen II | - Rumänien - Tschechoslowakei (CSR) I - Tschechoslowakei II - Ungarn I - Ungarn II |

Das Fahrerfeld der Parallelveranstaltung wies die gleichen neun Mannschaftsnamen auf, jedoch hatte Jugoslawien dort nur eine Mannschaft gemeldet. Einzelfahrer kamen hier wieder aus Polen (5) und der Tschechoslowakei (10). Insgesamt nahmen an der Gegentour 53 Fahrer teil.

## Rennverlauf

### Warschau – Prag (1. bis 5. Mai)
Der 842 Kilometer lange Parcours hatte drei polnische und zwei tschechoslowakische Zielorte. Die polnische Strecke bestand vorwiegend aus Flachetappen, während zwischen dem polnischen Jelenia Góra und dem tschechischen Liberec das Riesengebirge überquert werden musste. Die längste Etappe führte über 236 Kilometer von Liberec nach Prag. Der Rennverlauf wurde von zwei Fahrern geprägt, dem Tschechoslowaken Jan Veselý und dem Jugoslawen August Prosenik. Prosinek, der Veselý beim zweiten Tagesabschnitt das Gelbe Trikot abgenommen hatte, gewann die Tour überlegen mit einem Vorsprung von fast fünf Minuten. Veselý gewann zwar drei Etappen, wurde aber durch zahlreiche Pannen und eine Zeitstrafe von fünf Minuten wegen unerlaubten Radwechsels weit zurückgeworfen. Zudem gab es bei der ersten Friedensfahrt noch keine Zeitgutschriften für den Tagessieger. Auch in der Mannschaftswertung gab es mit der Mannschaft Polen I einen eindeutigen Sieger. Die Polen konnten drei Fahrer unter den ersten zehn platzieren und siegten so mit einem Vorsprung von 17:50 Minuten vor Tschechoslowakei I.
Nach Beendigung des Rennens wurden die Teilnehmer mit dem Zug zunächst nach Radom, dann nach Kielce gebracht. Von Kielce aus fuhren die Radrennfahrer gemeinsam in einer Korsofahrt auf ihren Rädern nach Warschau. Dort fand dann die gemeinsame Ehrung für die Besten beider Rundfahrten statt.

#### Etappenspiegel
| Etappe | Start – Ziel           | Etappensieger                  | Etappen- länge | Zeit (h) | km/h  |
| 1      | Warschau – Łódź        | Jan Vesely (CSR I)             | 190 km         | 5:51:28  | 032,4 |
| 2      | Łódź – Breslau         | August Prosenik (Jugoslawien)  | 219 km         | 6:50:41  | 031,0 |
| 3      | Breslau – Jelenia Góra | Lucjan Pietraszewski (Polen I) | 143 km         | 4:58:53  | 028,7 |
| 4      | Jelenia Góra – Liberec | Jan Veselý (CSR I)             | 084 km         | 2:22:45  | 035,3 |
| 5      | Liberec – Prag         | Jan Veselý (CSR I)             | 236 km         | 6:42:38  | 035,2 |

#### Endresultate
| Einzelwertung | Einzelwertung    | Einzelwertung       | Einzelwertung |
| ------------- | ---------------- | ------------------- | ------------- |
|               | Fahrer           | Mannschaft          | Zeit          |
| 01.           | August Prosenik  | Jugoslawien I       | 26:52:20 h    |
| 0 2.          | Roman Siemiński  | Polen I             | + 04:59 min   |
| 0 3.          | Wacław Wójcik    | Polen I             | + 05:46 min   |
| 0 4.          | Karel Cibula     | Tschechoslowakei I  | + 09:25 min   |
| 0 5.          | Jan Veselý       | Tschechoslowakei I  | + 11:07 min   |
| 0 6.          | Marian Rzeźnicki | Polen I             | + 12:22 min   |
| 0 7.          | Branko Bat       | Jugoslawien I       | + 13:33 min   |
| 0 8.          | Miloslav Loos    | Tschechoslowakei II | + 13:43 min   |
| 0 9.          | Karoly Notas     | Ungarn I            | + 17:52 min   |
| 10.           | Kvetoslav Bohdan | Tschechoslowakei I  | + 19:24 min   |
| 0 ...         |                  |                     |               |
| 52.           | Moldowanski      | Bulgarien/Einzelf.  | + 2:31:05 h   |

| Mannschaftswertung | Mannschaftswertung            | Mannschaftswertung | Mannschaftswertung |
| ------------------ | ----------------------------- | ------------------ | ------------------ |
|                    | Mannschaft                    | Zeit               |                    |
| 01.                | Polen I                       | 80:51:57 h         |                    |
| 0 2.               | Tschechoslowakei I            | + 17:50 min        |                    |
| 0 3.               | Jugoslawien I                 | + 30:22 min        |                    |
| 0 4.               | Ungarn I                      | + 34:40 min        |                    |
| 0 5.               | Tschechoslowakei II           | + 1:08:54 h        |                    |
| 0 6.               | Polen II                      | + 1:34:44 h        |                    |
| 0 7.               | Ungarn II                     | + 2:42:47 h        |                    |
| 0 8.               | Bulgarien                     | + 2:47:30 h        |                    |
| 0 9.               | Rumänien                      | + 2:59:42 h        |                    |
|                    | ausgeschieden: Jugoslawien II |                    |                    |

### Prag – Warschau (1. bis 9. Mai)
Das in Prag startende Fahrerfeld hatte mit 1144 Kilometern rund dreihundert Kilometer mehr als der entgegenkommende Pulk zu bewältigen. Jeweils viermal wurde der Etappensieger auf tschechoslowakischem und polnischem Gebiet begrüßt. Auf den zwei Etappen zwischen Gottwaldov und Kattowitz mussten die Fahrer über die Berge der Westbeskiden klettern. Wie auf den Gegentour gab es auch in Warschau mit Aleksandar Zorić einen jugoslawischen Sieger. Noch bis zur siebten Etappe sah der Tschechoslowake Emanuel Krejčů wie der sichere Toursieger aus, der nach zwei Etappensiegen mit sechseinhalb Minuten Vorsprung vor Zorić auf der vorletzten Etappe von Krakau nach Kielce ins Rennen ging. Auf diesem Tagesabschnitt wurde er ein Opfer der Taktik der jugoslawischen Mannschaft, aus der Milan Poredski und Zorić dem Feld auf fünf Minuten enteilten und den bisherigen Träger des Gelben Trikots um fast zwölf Minuten hinter sich ließen. In Warschau hatte Zorić, der keine Etappe gewonnen hatte, in der Endwertung schließlich 5:22 Minuten Vorsprung vor Krejčů. Die Mannschaftswertung gewann ebenso wie beim Gegenrennen deutlich das Team von Polen I mit einem Vorsprung von über 21 Minuten. In Kattowitz mussten die Zeiten der Fahrer geschätzt werden, da sich der Schiedsrichterwagen auf der Strecke verfahren hatte und erst nach dem Feld den Zielort erreichte.

#### Etappenspiegel
| Etappe | Start – Ziel        | Etappensieger                      | Etappen- länge | Zeit (h) | km/h  |
| 1      | Prag – Pardubice    | Milan Poredski (Jugoslawien)       | 127 km         | 3:25:57  | 035,1 |
| 2      | Pardubice – Brünn   | Marin Niculescu (Rumänien)         | 129 km         | 4:34:39  | 028,2 |
| 3      | Brünn – Gottwaldov  | Waclaw Wrzesinski (Polen I)        | 137 km         | 5:05:13  | 026,0 |
| 4      | Gottwaldov – Žilina | Emanuel Krejčů (CSR II)            | 151 km         | 4:53:00  | 030,7 |
| 5      | Žilina – Kattowitz  | Emanuel Krejčů (CSR II)            | 244 km         | 7:21:31  | 033,2 |
| 6      | Kattowitz – Krakau  | Mannschaftszeitfahren: Jugoslawien | 076 km         | 2:07:03  | 035,9 |
| 7      | Krakau – Kielce     | Milan Poredski (Jugoslawien)       | 126 km         | 3:54:30  | 035,9 |
| 8      | Kielce – Warschau   | Waclaw Wrzesinski (Polen I)        | 190 km         | 6:21:12  | 032,2 |

#### Endresultate
| Einzelwertung | Einzelwertung      | Einzelwertung             | Einzelwertung |
| ------------- | ------------------ | ------------------------- | ------------- |
|               | Fahrer             | Mannschaft                | Zeit          |
| 01.           | Aleksandar Zorić   | Jugoslawien               | 33:53:16 h    |
| 0 2.          | Emanuel Krejčů     | Tschechoslowakei II       | + 05:22 min   |
| 0 3.          | Józef Kapiak       | Polen I                   | + 06:50 min   |
| 0 4.          | Milan Perič        | Tschechoslowakei I        | + 19:02 min   |
| 0 5.          | Waclaw Wrzesinski  | Polen I                   | + 24:44 min   |
| 0 6.          | Ilja Krestew       | Bulgarien                 | + 25:01 min   |
| 0 7.          | Jan Dordik         | Tschechoslowakei II       | + 28:02 min   |
| 0 8.          | Zdenek Stepanek    | Tschechoslowakei/Einzelf. | + 33:02 min   |
| 0 9.          | Nicolae Chicomban  | Rumänien                  | + 33:08 min   |
| 10.           | Vladimir Siegl     | Tschechoslowakei I        | + 39:38 min   |
| 0 ...         |                    |                           |               |
| 39            | Boleslaw Lazarczyk | Polen II                  | + 4:18:22 h   |

| Mannschaftswertung | Mannschaftswertung         | Mannschaftswertung | Mannschaftswertung |
| ------------------ | -------------------------- | ------------------ | ------------------ |
|                    | Mannschaft                 | Zeit               |                    |
| 01.                | Polen I                    | 108:16:56 h        |                    |
| 0 2.               | Rumänien                   | + 21:14 min        |                    |
| 0 3.               | Tschechoslowakei I         | + 22:11 min        |                    |
| 0 4.               | Tschechoslowakei II        | + 36:45 min        |                    |
| 0 5.               | Bulgarien                  | + 2:09:35 h        |                    |
| 0 6.               | Polen II                   | + 3:39:57 h        |                    |
|                    | ausgeschieden: Jugoslawien |                    |                    |